# Daehoji-myeon
Daehoji-myeon (koreanska: 대호지면) är en socken i kommunen Dangjin i provinsen Södra Chungcheong i Sydkorea, 85 km sydväst om huvudstaden Seoul.